# Coupe du monde de parapente

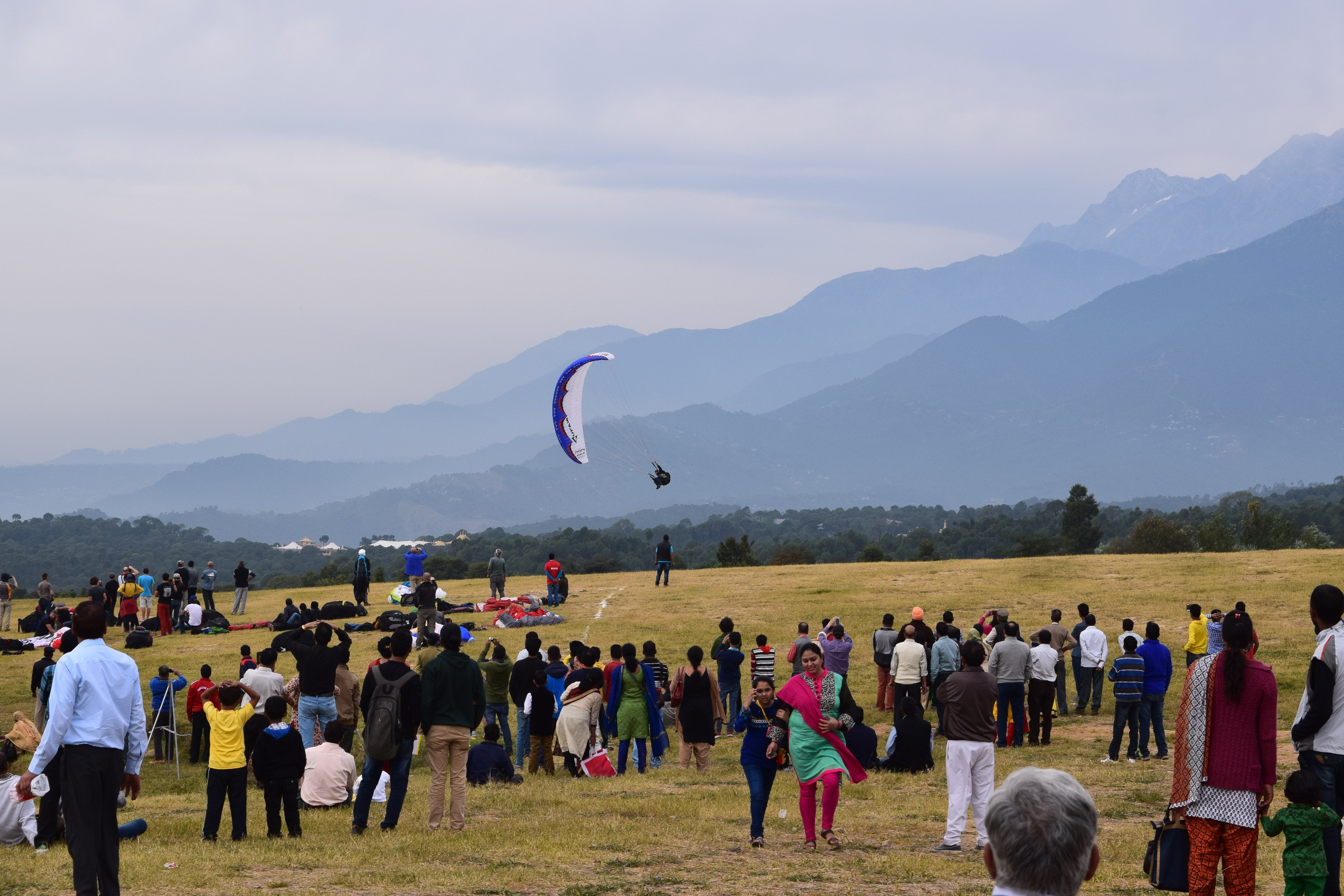
Coupe du monde de parapente 2015 à proximité de Bir-Billing

## Présentation
La Coupe du monde de parapente est un circuit de compétitions internationales de haut niveau qui se déroule sur plusieurs épreuves chaque année.
Ce circuit a vu le jour en 1992 et est géré par une association à but non lucratif Paragliding World Cup Association ou PWCA basée à Marlens (France) dont les membres sont les compétiteurs eux-mêmes.
Chaque compétition dure une semaine et se compose de plusieurs manches quotidiennes qui consistent à parcourir un circuit sur le même principe que les régates en bateau. Le pilote le plus rapide à effectuer le parcours ou celui qui va le plus loin est le vainqueur. Jusqu'en 2008, un classement général était établi tout au long de l'année pour déterminer le vainqueur. Depuis 2009, seule la dernière compétition - la superfinale - compte pour le classement final, les autres compétitions servant à se qualifier pour participer à la superfinale.

## Les vainqueurs successifs
- 1992 : Uli Wiesmeier (Allemagne)
- 1993 : Richard Gallon (France)
- 1994 : Jimmy Pacher (Italie)
- 1995 : Hans Bollinger (Suisse)
- 1996 : Christian Tamegger (Autriche)
- 1997 : Jimmy Pacher (Italie)
- 1998 : Peter Lüthi (Suisse)
- 1999 : Kari Eisenhut (Suisse)
- 2000 : Andy Hediger (Suisse)
- 2001 : Patrick Bérod(France)
- 2002 : Alex Hofer (Suisse)
- 2003 : Achim Joos (Allemagne)
- 2004 : Oliver Rössel (Allemagne)
- 2005 : Christian Maurer (Suisse)
- 2006 : Christian Maurer (Suisse)
- 2007 : Christian Maurer (Suisse)
- 2008 : Andy Aebi (Suisse)
- 2009 : Charles Cazaux (France)
- 2010 : Yann Martail (France)
- 2011 : Peter Neuenschwander (Suisse)
- 2012 : Aaron Durogati (Italie)
- 2013 : Francisco Javier Reina (Espagne)
- 2014 : Maxime Pinot (France)
- 2015 : Stefan Wyss (Suisse)
- 2016 : Aaron Durogati (Italie)
- 2017 : Michael Sigel (Suisse)
- 2018 : Pierre Remy (France)
- 2019 : Annulée
- 2020 : Annulée
- 2021 : Luc Armant (France)
- 2022 : Honorin Hamard (France)
- 2023 : Honorin Hamard (France)
- 2024 : Maxime Pinot (France)